# Asematunnel
De Asematunnel is een grote tunnel en winkelcentrum onder de Rautatientori in de Finse hoofdstad Helsinki. De tunnel maakt het mogelijk om ondergronds van het centraal station naar het Forum-winkelcentrum en de Sokos- en Stockmann-warenhuizen te lopen. De winkels in de tunnel mogen langer openblijven dan andere winkels in Finland en hebben de mogelijkheid open te blijven op nationale feestdagen. Ook bevindt hier het Rautatientori metrostation.